# Dwervelwind
Dwervelwind (im Eröffnungsjahr d’wervelwind, deutsch: „der Wirbelwind“) ist eine Stahlachterbahn vom Typ Spinning Coaster des Herstellers Mack Rides im niederländischen Freizeitpark Toverland. Die Bahn wurde 2012 im nördlichen Teil des Parks im Themenbereich De Magische Vallei hinter Booster Bike errichtet. Als Besonderheit verfügt die Bahn über ein "On-Board"-Soundsystem, dem ersten bei einer Achterbahn dieses Typs.

## Fahrtverlauf

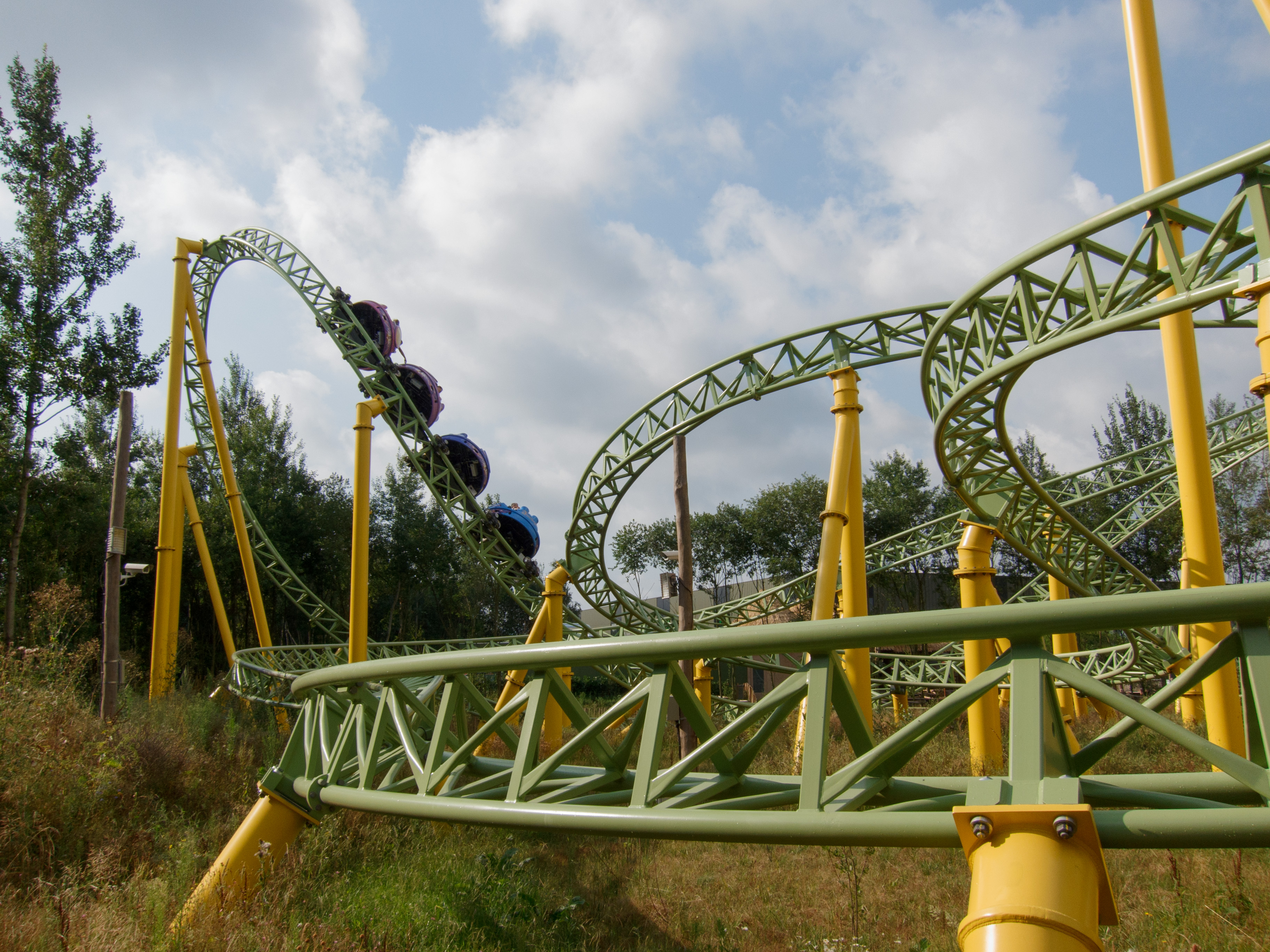
Zug auf der Strecke

Nach Verlassen der Station und einer Rechtskurve wird der Zug von dem Kettenlift auf eine Höhe von 20 m gebracht. Nach dem höchsten Punkt folgt eine ungeneigte 180°-Rechtskurve, woraufhin die Wagen die erste Abfahrt hinunterfahren und eine bodennahe Linkskurve durchfahren. Es folgen ein Immelmann-Turn, eine nach rechts gerichtete Aufwärtshelix, drei Heartline-Schlenker und eine Linkskurve. Anschließend absolvieren die Wagen eine nach rechts gerichtete Abwärtshelix und zwei weitere Heartline-Schlenker. Dann erfolgt die Schlussbremsung mithilfe einer Wirbelstrombremse. Nach einer Rechtskurve fährt der Zug wieder in das Stationsgebäude ein.

## Sonstiges
Das Toverland beauftragte die Komponisten Andreas und Sebastian Kübler des paderborner Musikproduktionsstudios IMAscore mit der Komposition und Produktion der musikalischen Untermalung von Dwervelwind. Diese ist in verschiedenen emotional aufeinander aufbauenden Ausführungen im Bereich um die Achterbahn, in der Warteschlange, in der Station sowie während der Fahrt zu hören.